# RCTI
RCTI(Rajawali Citra Televisi Indonesia 라자와리 치트라 텔레비시 인도네시아[*])는 인도네시아의 텔레비전 네트워크다.

## 개요

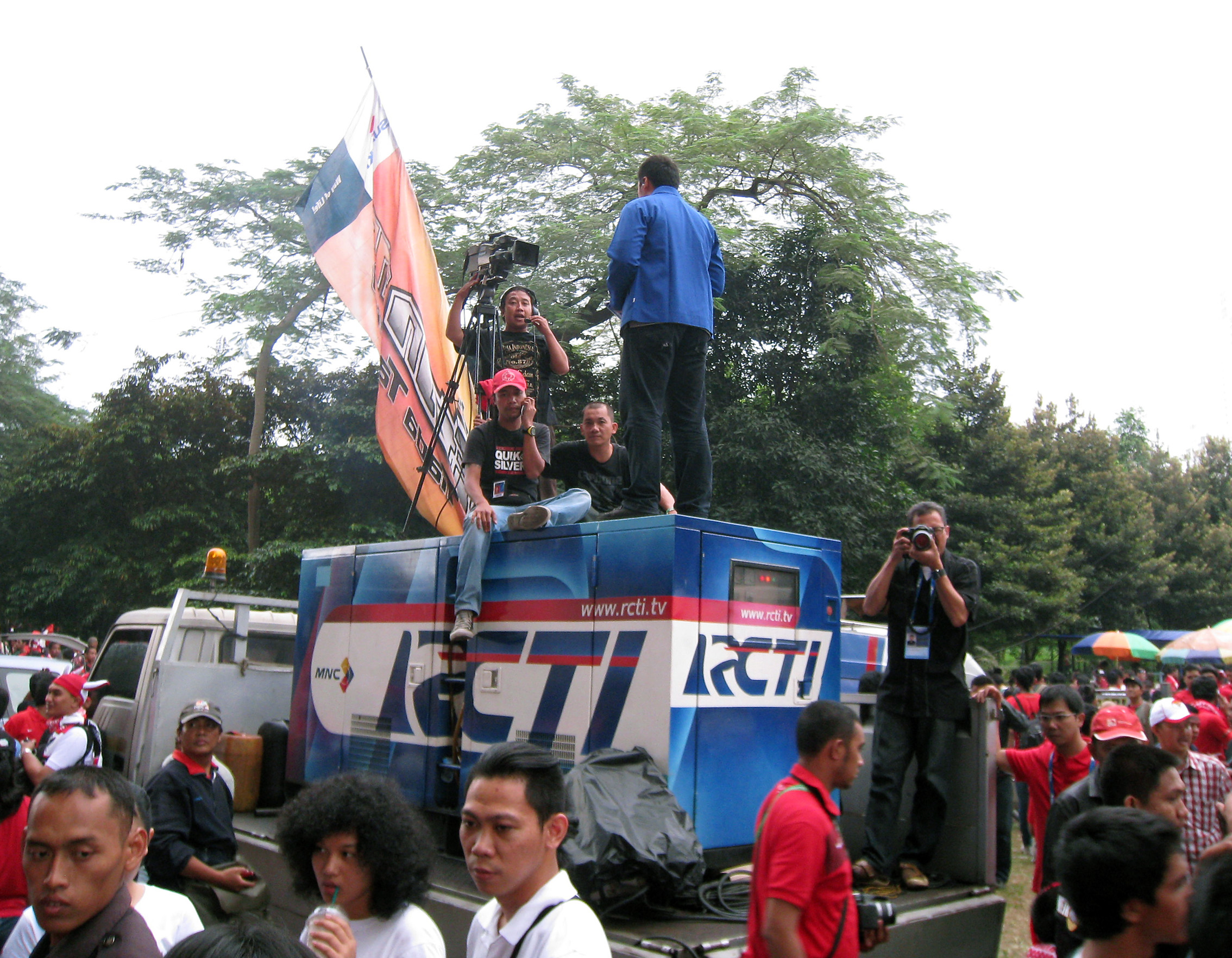
2010년 AFF 스즈키컵 경기가 진행 중인 자카르타 겔로라 붕 카르노 스타디움 앞에 나와 있는 RCTI 뉴스 중계원

1988년 11월 6일에 공개된 인도네시아 정부의 제6차 경제 개발 3개년 계획에서 민영 텔레비전 방송국이 허용되면서 기존의 공영 방송인 TVRI의 독점 체제가 무너졌다. 같은 날에 자카르타의 Jabodetabek에서 RCTI의 전신이 되는 지역 유료 방송이 시작되었다. 이 지역 방송은 매일 오전 5:30~오후 10:30 동안 방송되었다.
이 방송을 토대로 하여 RCTI가 1989년 8월 24일 아침에 인도네시아 최초로 전국적으로 방송되는 민영 상업 텔레비전 방송국으로 개국하였다.
현재 RCTI는 인도네시아에서 48개의 중계국과 1억 8천만 여명의 시청자를 보유하고 있다. RCTI는 미디어 기업인 Media Nusantara Citra에 의해 소유되고 있으며, 자매 채널로 글로벌 TV와 MNCTV, iNews TV가 있다. SCTV와는 개국년인 1990년부터 1996년까지 같은 계열사로 있었던 적이 있었다.

## 주요 프로그램
- Asisten Rumah Tangga : 드라마
- Bastian Steel Bukan Cowok Biasa : 드라마
- Bawang Merah Bawang Putih : 드라마. 말레이시아의 TV3, 미국 하와이주의 KGMB, KHNL 등에서도 방송.
- Dahsyat : 음악 프로그램
- 인도네시안 아이돌 : 2004년에서 2014년까지 방송된 리얼리티 오디션 프로그램으로 영국 ITV의 프로그램 팝 아이돌의 포맷을 빌렸다.
- 더 마스터 : 마술 프로그램
- 마스터셰프 인도네시아 : 요리 프로그램
- Putri Bidadari : 어린이 드라마
- 사스케 닌자 워리어 인도네시아 : 리얼리티 스포츠 게임 쇼. 일본 TBS의 프로그램 사스케의 포맷을 빌렸다.
- 세푸타르 인도네시아 : 종합 뉴스 프로그램
- 엑스 팩터 인도네시아 : 더 엑스 팩터의 인도네시아판

## 브랜드

### 슬로건
- Menghadirkan Pentas Dunia di Rumah Anda (당신의 가정에 세계 무대를 가져옵니다) (1989~1990)
- Saluran Informasi & Hiburan (정보와 엔터테인먼트 채널) (1990~1991)
- RCTI, Oke (RCTI, 오케이) (1992~현재)
- Kebanggaan Bersama Milik Bangsa (모두의 긍지, 국민의 소유) (1992~현재)